# تيم هوران
تيم هوران (بالإنجليزية: Tim Horan)‏ هو لاعب اتحاد الرغبي أسترالي، ولد في 18 مايو 1970 في سيدني في أستراليا.

## وصلات خارجية
- تيم هوران على موقع دوري الرغبي الممتاز (الإنجليزية)
- تيم هوران عل موقع إسبنسكروم (الإنجليزية)
- تيم هوران على موقع قاعة أستراليا للمشاهير الرياضية (الإنجليزية)